# Otto Wilhelm von Königsmarck
Otto Wilhelm, conte von Königsmarck (in tedesco: Otto Wilhelm Graf von Königsmarck; Minden, 5 gennaio 1639 – Modone, 15 settembre 1688), è stato un diplomatico e militare svedese.

## Biografia
Figlio di Hans Christoff, conte di Tjust, generale di Gustavo II Adolfo Vasa, e di Agathe von Leesten, Otto Wilhelm von Königsmarck fu ambasciatore del re di Svezia presso Inghilterra (1661) e Francia. Entrato al servizio di quest'ultima nel 1668, si distinse nei Paesi Bassi nella battaglia di Seneffe (1674), al seguito del Condé.
Richiamato in patria da Carlo XI, combatté agli ordini di quest'ultimo le guerre in Germania. Fu promosso maresciallo di campo nel 1676, comandò la difesa di Stralsund nel 1678, e diventò successivamente Governatore generale della Pomerania svedese dal 1679.
Nel 1686 entrò al servizio della Repubblica di Venezia, all'epoca impegnata nella guerra di Morea contro i Turchi: come luogotenente di Francesco Morosini, futuro doge veneziano, partecipò alla presa di Navarino, Modone, Argo e Nauplia, nonché al bombardamento e alla conquista della città di Atene (1687).
Morì di febbre il 15 settembre 1688 a Modone, in Morea.